# 卵形高體鯧
卵形高體鯧為輻鰭魚綱鱸形目鯧亞目長鯧科的其中一種，分布於東大西洋的地中海海域，棲息深度70-700公尺，屬深海魚類，體長可達100公分，棲息在中上層水域，屬肉食性，以水母、魚類、魷魚等為食，可作為食用魚。

## 擴展閱讀
維基物種上的相關：卵形高體鯧